# Gangtok

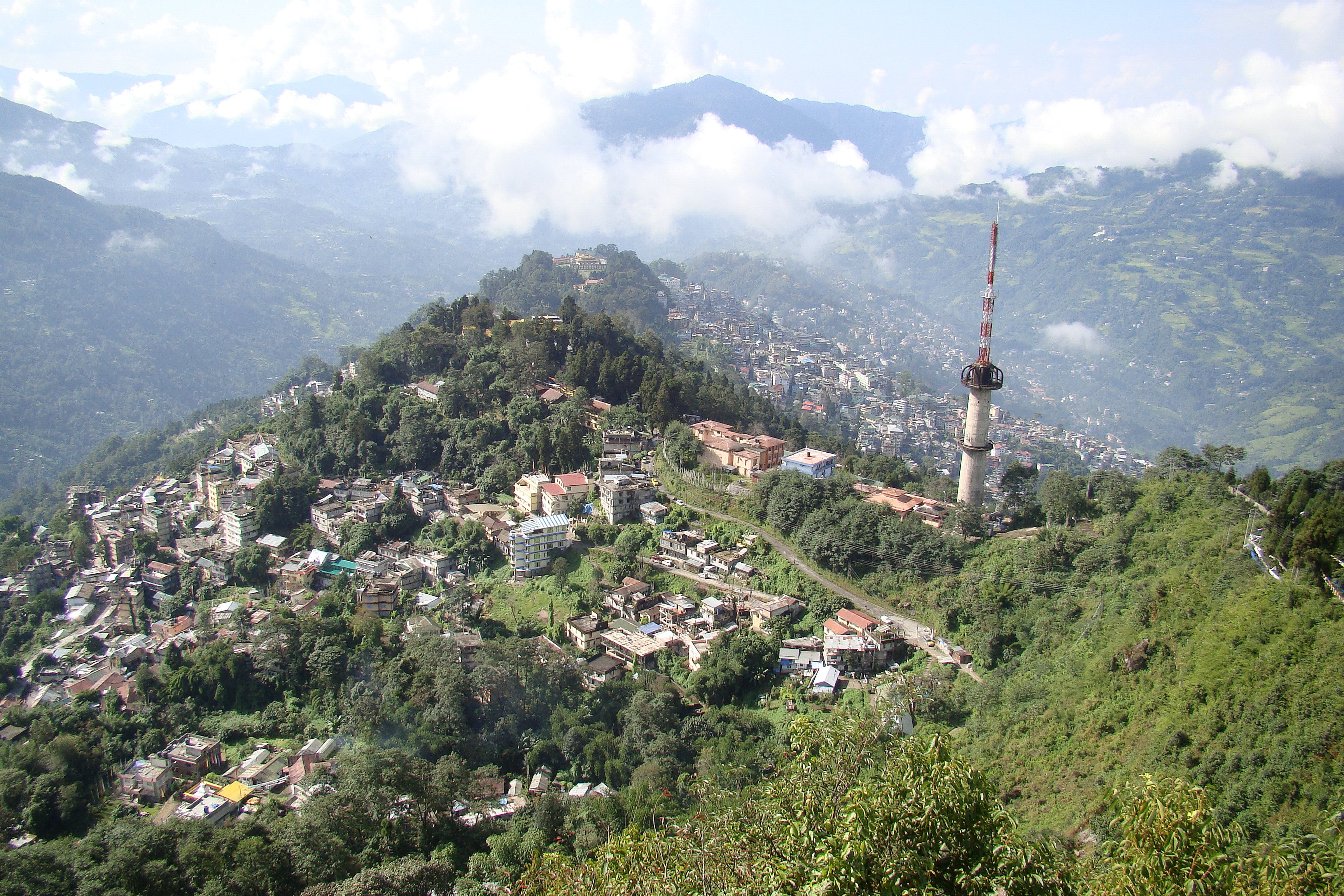
Vy över Gangtok.

Gangtok är huvudstad i den indiska delstaten Sikkim, och är huvudort för distriktet med samma namn. Folkmängden uppgick till 100 286 invånare vid folkräkningen 2011. Officiellt språk är nepali, men befolkningen talar även engelska, hindi och flera lokala språk.
Den viktigaste näringen i staden är turism. Högsäsong för turistnäringen är april-juni och september-november. Naturen är ett självklart resmål i Sikkim, men det finns även platser av intresse för buddhistiska pilgrimer, bl.a. ett tibetologiskt museum. Gangtok är belägen 1 780 meter över havet, med vintrar kring nollstrecket och somrar där temperaturen varierar mellan 13 och 21 grader.